# Екскурзија (филм)
Екскурзија је предстојећи српски филм. Режију потписује Мирослав Терзић, док су сценарио написали Владимир Арсенијевић, Бојан Вулетић и Мирослав Терзић.

## Улоге
| Глумац               | Улога |
| -------------------- | ----- |
| Јован Гинић          |       |
| Анђела Алавиревић    |       |
| Андрија Марковић     |       |
| Клара Хрвановић      |       |
| Тихана Лазовић       |       |
| Бранислав Трифуновић |       |